# Asiatischer Löwe
Der Asiatische Löwe (Panthera leo persica), auch Persischer Löwe oder Indischer Löwe genannt, ist eine Unterart des Löwen. Das ursprüngliche Verbreitungsgebiet reichte bis nach Südosteuropa sowie in den Mittleren und den Nahen Osten. Er kommt heute in freier Wildbahn nur noch im indischen Bundesstaat Gujarat im Gir-Nationalpark auf der Halbinsel Kathiawar vor.

## Evolution und Merkmale

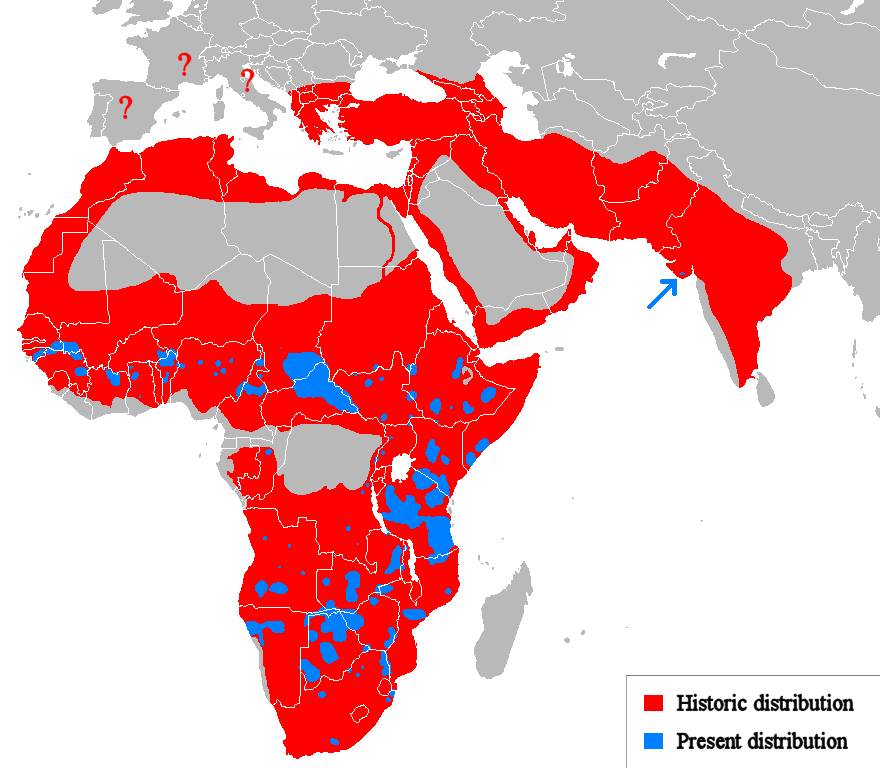
Ursprüngliche und aktuelle Verbreitung des Löwen (Panthera leo)

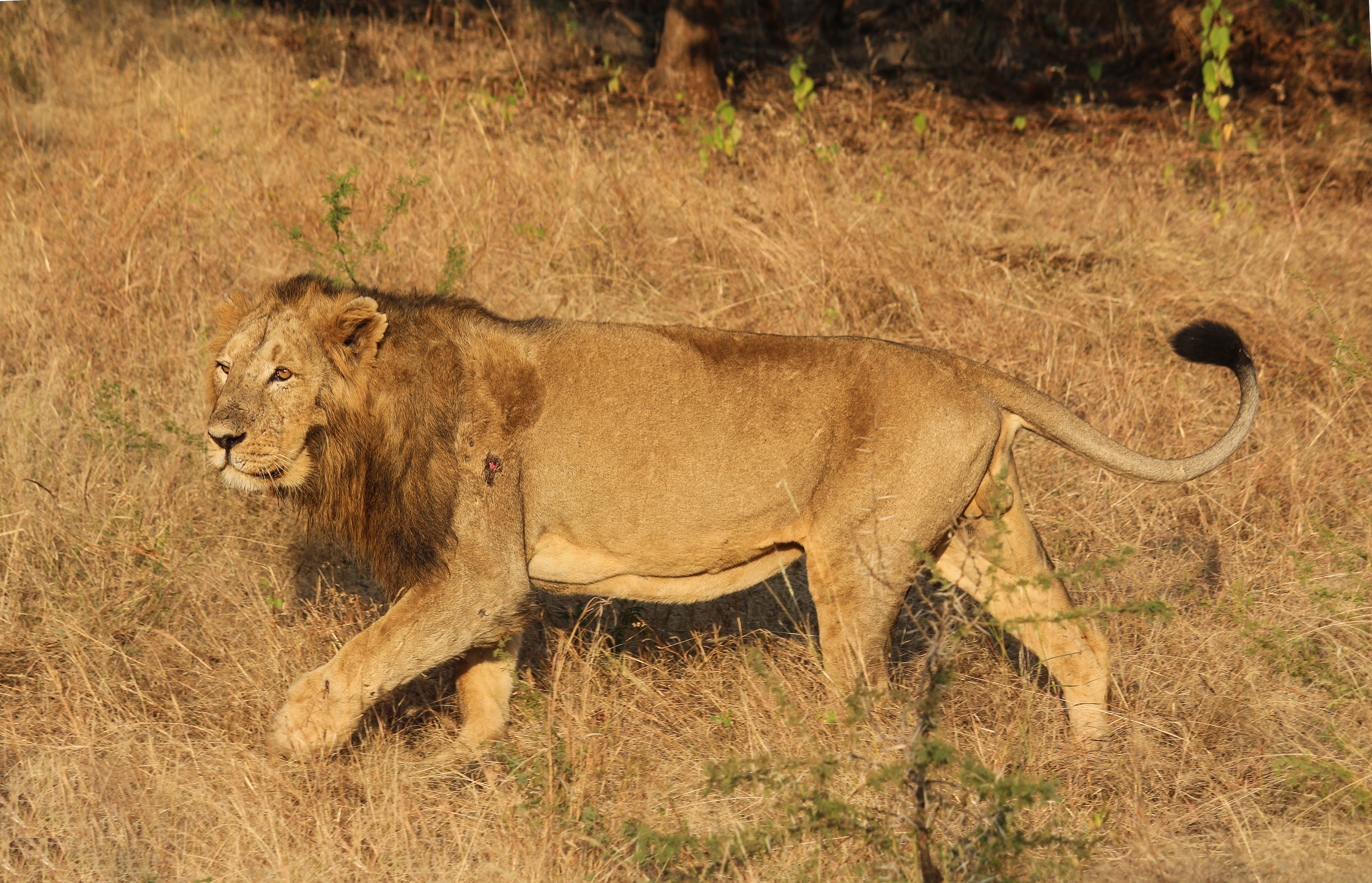
Männchen des Asiatischen Löwen im Gir-Nationalpark mit deutlich erkennbarer Bauchfalte

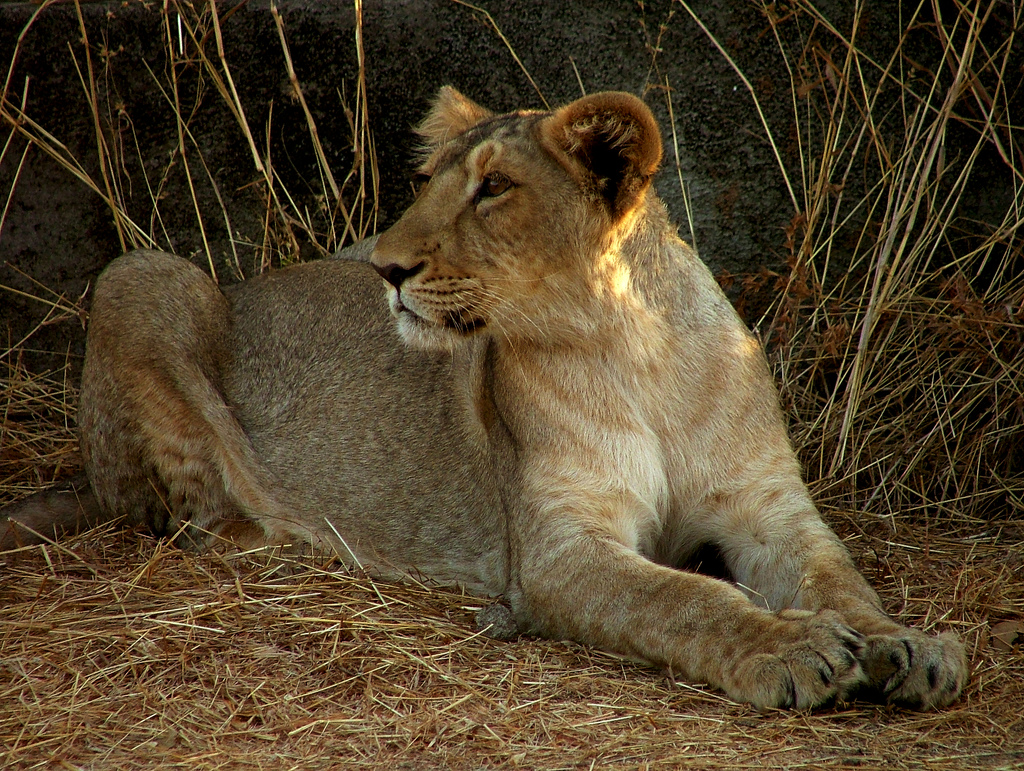
Asiatische Löwin

Nach molekularbiologischen Untersuchungen spaltete sich die Unterart vor 50.000 bis 100.000 Jahren vom afrikanischen Löwen ab.
Der Asiatische Löwe sieht dem afrikanischen Löwen recht ähnlich, ist aber im Allgemeinen etwas kleiner. Die männlichen Tiere erreichen ein Gewicht von 160 bis maximal 190 kg, die Weibchen zwischen 110 und 120 kg. Die Schulterhöhe beträgt ca. 110 cm. Der Asiatische Löwe erreicht eine maximale Körperlänge von 290 cm. Die größte gemessene Körperlänge eines männlichen Asiatischen Löwen betrug von der Nasen- bis zur Schwanzspitze 292 cm.
Das Fell ist kurz und von beiger bis sandiger Farbe. Er hat eine kürzere Mähne und die Ellenbogenbehaarung ist deutlich länger als beim afrikanischen Verwandten. Als eine der wichtigsten morphologischen Eigenschaften des Asiatischen Löwen gilt die Ausbildung einer längsseits liegenden Hautfalte in der Bauchmitte, die so weder beim männlichen noch beim weiblichen Afrikanischen Löwen, insbesondere im Erwachsenenalter, anzutreffen ist. Ein weiteres Merkmal ist die kleinere, geringer ausgebildete und weniger üppige Mähne des Männchens, die die Ohren nicht vollständig bedeckt. Allerdings gibt es auch in Afrika nahezu mähnenlose männliche Tiere. Afrikanischer und Asiatischer Löwe unterscheiden sich zudem genetisch sowie geringfügig osteologisch voneinander. So weist die Hälfte der Löwen im Gir-Nationalpark in der Schädelstruktur doppelte Nervenaustrittsöffnungen unter dem Auge (Foramina infraorbitalia) auf.

## Lebensweise
Wie der Afrikanische Löwe lebt auch der Asiatische Löwe in Rudeln. Die Rudelgröße ist jedoch im Durchschnitt kleiner als beim afrikanischen Vertreter. Weibliche Löwen im Gir-Nationalpark leben in Gruppen von zwei bis sechs Individuen und Jungtieren.

### Lebensraum
Der Lebensraum des Asiatischen Löwen umfasste sowohl laubabwerfende Wälder als auch trockenere Gebiete wie Savannen mit Anteil an Dornwäldern.

### Ernährung
Die Jagd obliegt den Weibchen. Nur in Ausnahmefällen beteiligen sich die Männchen des Rudels an der Jagd. Löwen jagen meist bei Dunkelheit oder in den kühlen Morgenstunden. Zu den Beutetieren des Asiatischen Löwen gehören Axishirsche, Indische Gazellen, Nilgauantilopen, Sambarhirsche, Vierhornantilopen und Wildschweine. Darüber hinaus fressen Löwen auch Aas.

### Fortpflanzung und Entwicklung
Die Fortpflanzung ist nicht an Jahreszeiten gebunden und findet ganzjährig statt, jedoch ergaben Beobachtungen einen Anstieg der Geburtenzahlen in den späten Winter- und frühen Sommermonaten.
Nach einer Tragzeit von etwa 110 Tagen bringt die Löwin in geschützter Umgebung zwei bis vier hilflose Junge zur Welt. Im Alter von sechs Monaten werden die jungen Löwen entwöhnt, sie bleiben dann noch ungefähr zwei Jahre bei der Mutter. Diese Entwicklung entspricht in etwa der anderer Großkatzen beziehungsweise auch der Entwicklung Afrikanischer Löwen. Die Jungensterblichkeit liegt bei 33 %: 3 von 9 Jungtieren bei insgesamt vier Würfen einer Löwin sterben.
Beim Asiatischen Löwen erreichen die Weibchen die Geschlechtsreife mit etwa vier Jahren und somit ein Jahr früher als die männlichen Tiere. Die Fortpflanzungszeit endet bei beiden Geschlechtern im Schnitt mit 15 Jahren.
Die Lebenserwartung des Asiatischen Löwen ist bei den Weibchen mit 17 bis 18 Jahren höher als bei den Männchen, die ein Alter von 15 bis 16 Jahren erreichen.

## Bestand und Schutz
Der Asiatische Löwe wurde stark bejagt und fast ausgerottet. So gab es im Jahr 1913 nur noch 20 Individuen. Der Nawab von Junagadh, der einst die Tiere selbst bejagt hatte, stellte die im Gir-Wald übrig gebliebenen Asiatischen Löwen schließlich unter Schutz. Zum Schutz der Löwen verbot die indische Regierung im Jahr 1955 die Löwenjagd. Als weitere Maßnahme wurde 1965 der 1153,42 km² umfassende Gir-Nationalpark geschaffen, in dem die Population wieder anwachsen konnte. Zehn Jahre später wurde das Schutzgebiet vergrößert und ein Kernareal von 258,71 km² geschaffen.
Der zu Beginn des 20. Jahrhunderts geringe Bestand des Asiatischen Löwen führte jedoch zu einem Verlust der genetischen Vielfalt (Flaschenhalseffekt), was wiederum Inzucht zur Folge hatte. Des Weiteren waren die Tiere aufgrund der dezimierten Anzahl durch Krankheiten gefährdet.
Der Fortbestand der Unterart gilt bei einer geschätzten Anzahl von 250 bis 300 Exemplaren als nicht gesichert, aber stabil. Der Asiatische Löwe wird deshalb in der Roten Liste der IUCN (International Union for Conservation of Nature and Natural Resources) als „vom Aussterben bedroht“ (critically endangered) geführt. Die Anzahl der fortpflanzungsfähigen Tiere im Gir National Park wurde auf etwa 175 Individuen geschätzt. Zum World Lion Day 2021 veröffentlichte der indische Premierminister Narendra Modi die Zahl von 674 Löwen im Land.
Eine Kreuzung mit afrikanischen Löwen (Panthera leo leo) ist zwar möglich, würde jedoch nicht der Erhaltung der reinrassigen Unterart dienen und ist zudem problematisch.
Seit dem Jahr 2007 gibt es Bestrebungen, den Asiatischen Löwen in einem weiteren indischen Nationalpark, dem Kuno-Nationalpark anzusiedeln, um eine zweite Wildpopulation zu etablieren.

## Zoopopulation

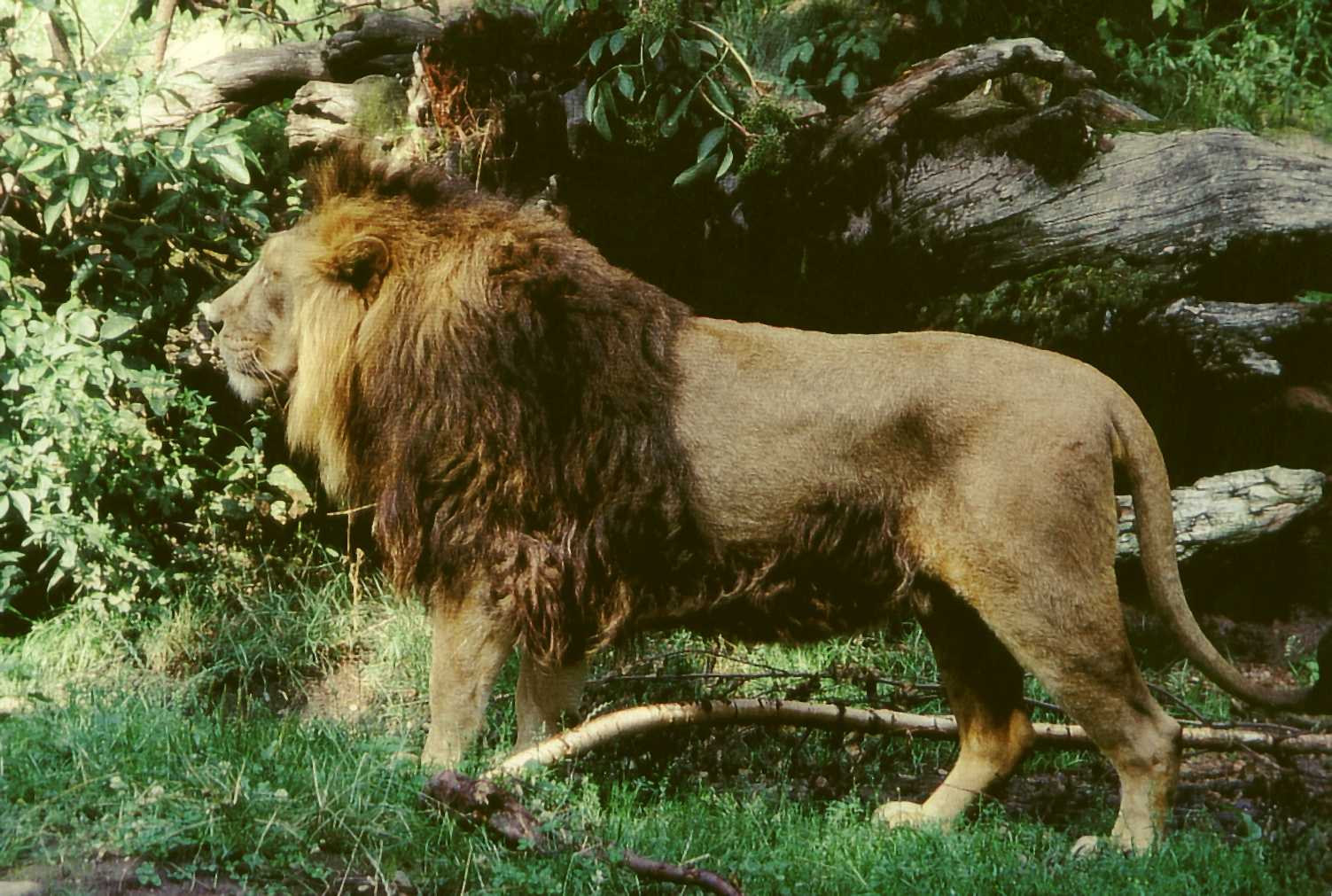
Männlicher Asiatischer Löwe im Tiergarten Nürnberg; durch das kühlere Klima Mitteleuropas wächst die Mähne der Männchen stärker.

Die Löwen, die bis zum Jahr 1987 in zoologischen Gärten außerhalb Indiens unter dem Namen P. l. persica gehalten wurden, waren keine reinerbig asiatischen Löwen. Genetische Studien belegten, dass sie sich von den Indischen Löwen des Gir-Nationalparks (siehe blauer Pfeil auf obiger Karte der ursprünglichen Verbreitung) stark unterschieden und zum Teil auf Afrikanische Löwen zurückgingen. Dieser Befund wird auch durch das Fehlen bestimmter Merkmale unterstrichen. So besitzen die Männchen dieser Löwen in der Regel keine Bauchfalte, ein Merkmal, das bei fast allen Asiatischen Löwen auftritt. Beim Asiatischen Löwen ist zudem die Mähne nicht besonders stark ausgebildet und insbesondere im Bereich der Ohren fast immer schwach entwickelt. Im Gegensatz dazu ist die Mähne des Afrikanischen Löwen variabler und bedeckt die Ohren häufig fast völlig. Als reine Asiatische Löwen konnten damals nur die Löwen im indischen Sakkarbaug-Zoo in Junagadh betrachtet werden. Diese gehen direkt auf Wildfänge aus dem Gir-Nationalpark zurück. Aus diesem Grund wurden 1990 zwei reinrassige Zuchtpaare aus Junagadh in den Zoo London verbracht und mit diesen ein neues Europäisches Erhaltungszuchtprogramm (EEP) aufgebaut. Die Asiatischen Löwen, die heute in europäischen Zoos gezeigt werden, gehen auf Löwen mit gesicherter indischer Herkunft zurück und sind daher als reinrassige Asiatische Löwen zu bezeichnen.

## Mythologie

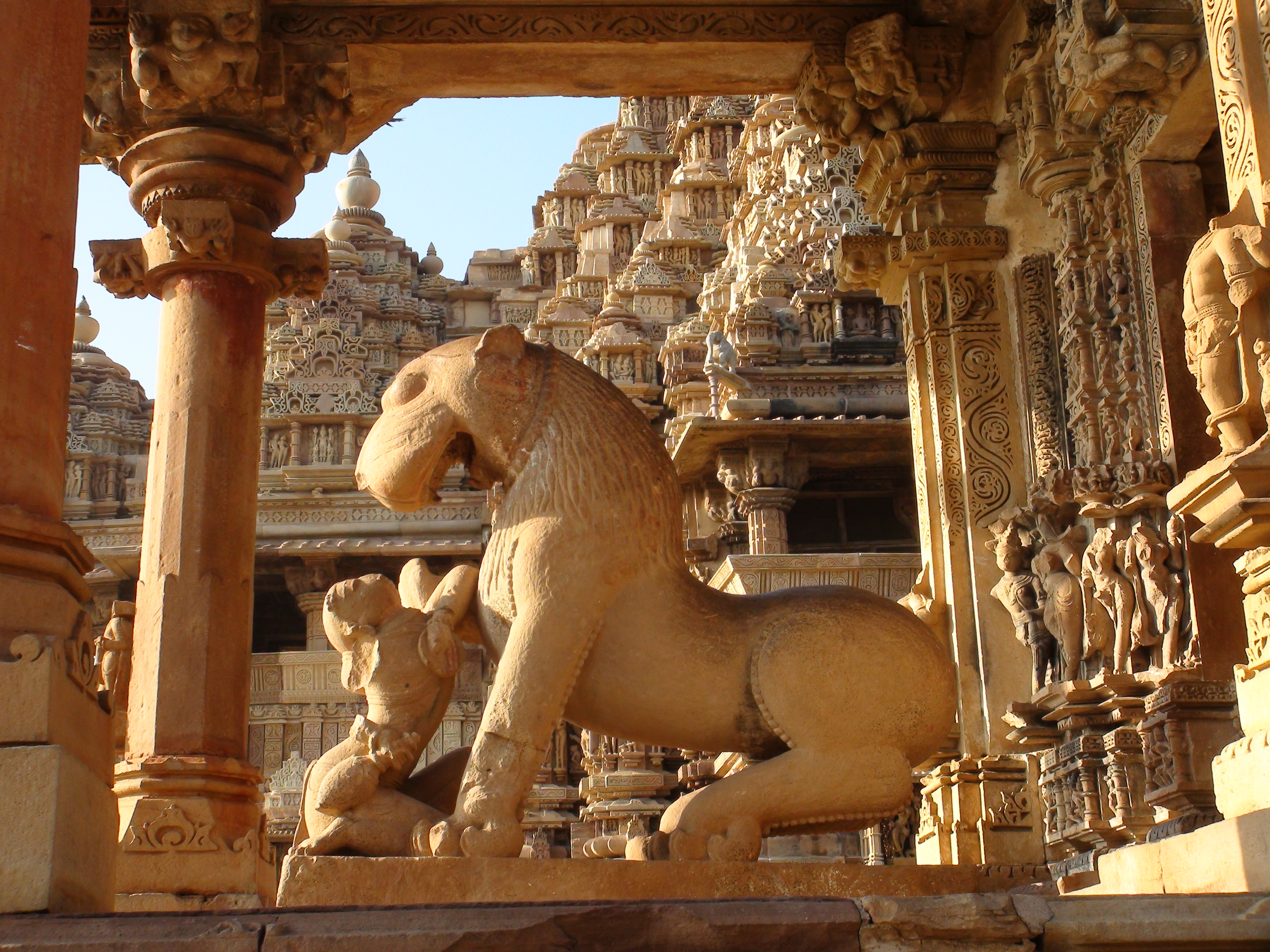
Löwentöter-Emblem in Khajuraho

Das Motiv des Löwentöters ist zum königlichen Emblem der mittelalterlichen Chandella- und Hoysala-Dynastien geworden.